# Roncus carinthiacus
Roncus carinthiacus är en spindeldjursart som beskrevs av Beier 1934. Roncus carinthiacus ingår i släktet Roncus och familjen helplåtklokrypare. Inga underarter finns listade i Catalogue of Life.